# Luigi Pareyson
Luigi Pareyson (Aussprache [-'reɪ-]) (* 4. Februar 1918 in Piasco, Provinz Cuneo; † 8. September 1991 in Rapallo, Provinz Genua) war ein italienischer Philosoph.

## Leben
Luigi Pareyson wurde am 4. Februar 1918 in Piasco, einer okzitanisch-sprachigen Ortschaft an der Mündung des Varaita-Tals geboren. Seine Eltern stammten aus dem Aosta-Tal. Der erst 17-jährige Abiturient hielt schon im Herbst 1935 vertretungsweise seinen ersten Unterricht am Cavour-Gymnasium in Turin ab und immatrikulierte sich im November desselben Jahres an der dortigen Universität. Nachdem er sich im Sommer 1936 und 1937 in Heidelberg aufgehalten und mit Karl Jaspers angefreundet hatte, beendete er sein Philosophiestudium 1939 in Turin mit einer Arbeit über Jaspers und die Existenzphilosophie (Carlo Jaspers e la filosofia dell’esistenza).
Von Oktober 1940 bis März 1944 unterrichtete er Philosophie am altsprachlichen Gymnasium von Cuneo. Einige seiner Schüler wurden wenig später im antifaschistischen Widerstand aktiv: Ildebrando Vivanti, Mitgründer der Widerstandsgruppe „Giustizia e Libertà“ (Gerechtigkeit und Freiheit), und Uberto Revelli, Mitbegründer der Widerstandsgruppe „Franchi“. Andere schlugen die philosophische Karriere ein: Carlo Arata (Professor an der Universität Genua), Michelangelo Ghio (Professor an der Universität Chieti) und Valerio Verra (Professor an der Universität Rom).
Mit Leonardo Ferrero und Duccio Galimberti gründete Pareyson 1942 in Cuneo den regionalen Kern der Aktionspartei „Partito d’Azione“. Im März 1944 wurde er deshalb entlassen und von der faschistischen Polizei festgenommen. Er wurde erst nach einigen Tagen der Gefangenschaft und nach Verhören wieder freigelassen, arbeitete weiter im Untergrund und blieb auch mit Duccio Galimberti, der ebenfalls untertauchen musste, insgeheim in Kontakt. Als Mitbegründer des Komitees für die nationale Befreiung „Comitato di Liberazione Nazionale“ im Piemont veröffentlichte Pareyson anonym verschiedene Artikel in der Zeitung L'Italia libera und programmatische Aufsätze über die Notwendigkeit einer Schul- und Erziehungsreform.
Von 1945 bis 1951 unterrichtete er am Gioberti-Gymnasium in Turin. Daneben war er Lehrbeauftragter für Ästhetik an der dortigen Universität und lehrte 1948–49 zwei Semester lang an der Universidad Nacional de Cuyo in Mendoza in Argentinien. Nachdem er 1951 auf den Lehrstuhl für Philosophiegeschichte an der Universität Pavia berufen worden war, übernahm er Ende 1952 den Lehrstuhl für Ästhetik an der Universität Turin, der speziell für ihn eingerichtet worden war. 1964 wurde er der Nachfolger seines Lehrers Augusto Guzzo auf dem Lehrstuhl für Theoretische Philosophie in Turin, den er bis 1984 behielt.
Seine letzten Lebensjahre verbrachte er zurückgezogen bei Rapallo, wo er an seiner „Ontologie der Freiheit“ (Ontologia della libertà) arbeitete.
Pareyson gründete und leitete lange Zeit die Rivista di Estetica und philosophische Reihen in verschiedenen Verlagen (Mursia, Zanichelli, Bottega d’Erasmo), für deren Mitarbeit er einige der besten italienischen und ausländischen Gelehrten gewinnen konnte. Von 1985 an veröffentlichte er bei Mursia auch das Jahrbuch Annuario Filosofico. Er war Mitglied der Accademia dei Lincei, des Institut International de Philosophie sowie seit 1990 korrespondierendes Mitglied der Bayerischen Akademie der Wissenschaften. Nach seinem Tode gründeten einige seiner Schüler im Jahre 1995 ein nach ihm benanntes Studienzentrum an der Universität Turin, das „Centro Studi Filosofico-religiosi ‚Luigi Pareyson‘“. Seit 1998 erscheint eine auf zwanzig Bände geplante Gesamtausgabe Opere Complete im Verlag Mursia in Mailand.

## Bekannte Schüler
Zu Pareysons bekanntesten Studenten gehören Umberto Eco und Gianni Vattimo, die beide ihre Abschlussarbeit bei ihm schrieben, die Ästhetiker Sergio Givone und Mario Perniola, außerdem Claudio Ciancio, Francesco Moiso, Maurizio Pagano, Ugo Perone, Giuseppe Riconda, der Politiker Valerio Zanone und der Journalist Piero Bianucci.

## Denken
Neben philosophiegeschichtlichen Arbeiten, vor allem zu Fichte und Schelling, befasste sich Pareyson aus systematischer und historischer Sicht mit Problemen der Ästhetik. Andere Veröffentlichungen betreffen die Existenzphilosophie und einzelne ihrer Vertreter, wie Jaspers, Heidegger und Gabriel Marcel. Der hermeneutische Ansatz seines 1971 erschienenen Buches Verità e interpretazione (Wahrheit und Interpretation) ist oft in Beziehung zu Gadamers Wahrheit und Methode gesetzt worden. 1995 erschien posthum Pareysons heute wohl meistdiskutiertes Werk Ontologia della libertà, in dem er sich unter Rückgriff auf Schelling und Dostojewski mit dem Begriff des Bösen auseinandersetzt.

## Schriften
- La filosofia dell’esistenza e Carlo Jaspers. Napoli 1940.
- Studi sull’esistenzialismo. Firenze 1943.
- Esistenza e persona. Genova 1950, 1976 (Neuauflage).
- L'estetica dell’idealismo tedesco. Torino 1950.
- Fichte. Il sistema della libertà. Milano 1950, 1976 (Neuauflage).
- Estetica. Teoria della formatività. Milano, 1954, 1988 (Neuauflage); französisch Esthétique. Théorie de la formativité. Paris 2007.
- Teoria dell’arte. Milano 1965.
- I problemi dell’estetica. Milano 1966.
- Conversazioni di estetica. Milano 1966.
- Verità e interpretazione. Milano 1971; englisch Truth and interpretation. Albany 2013.
- L’esperienza artistica. Milano 1974.
- Schelling. Milano 1975.
- Schellingiana rariora. Turin 1977 (= Philosophica varia inedita vel rariora. Band 4).
- Karl Jaspers. Casale Monferrato 1983, 2. Aufl. 1997.
- Filosofia dell’interpretazione. Antologia degli scritti. Hrsg. von Marco Ravera. Torino 1988.
- Ontologia della libertà: il male e la sofferenza. Torino 1995; französisch Ontologie de la liberté. Paris 1998.
- Opere Complete di Luigi Pareyson. Mursia, Milano 1998 ff., OCLC 955369101 (insgesamt 20 Bände).
- Vom Staunen der Vernunft. Herausgegeben und eingeleitet von Gianluca De Candia, mit einem Vorwort von Gianni Vattimo und Giuseppe Riconda, Aschendorff Verlag, Münster 2001: Open Access: doi:10.17438/978-3-402-21815-0
- Wahrheit und Interpretation, übersetzt und herausgegeben von Gianluca De Candia (Philosophische Bibliothek, Band 761), Felix Meiner Verlag, Hamburg 2023, ISBN 978-3-7873-4237-2.
- Die Existenzphilosophie und Karl Jaspers, übers., hrsg und eingeleitet von G.-B. Demarta, mit einem Geleitwort von G. De Candia, Mimesis Verlag, Mailand-Udine 2023, ISBN 9788894801163.
- Ästhetik. Theorie der Formativität, übers., hrsg und eingeleitet von G.-B. Demarta, mit einem Geleitwort von G. De Candia und einem Begleitaufsatz von U. Eco, Mimesis Verlag, Mailand-Udine, März 2024, ISBN 9788894801170.
- Dostojewski: Philosophie, Roman und Religiöse Erfahrung, übers. von Andrea Messner, mit einem Geleitwort von U. Perone, Freigeist Verlag 2022, ISBN 3947764057.